# Peter Deák

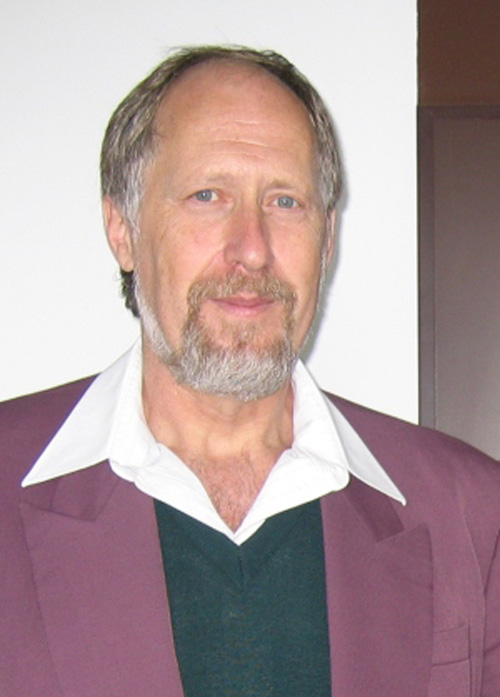

Peter Deák (* 11. Februar 1952 in Budapest, Ungarn) ist ein Physiker, der auf dem Gebiet der computerunterstützten Materialwissenschaft arbeitet.

## Werdegang
Er erhielt 1976 an der Eötvös-Loránd-Universität Budapest einen Abschluss als Physiker. Er trägt den Titel „Doktor der physikalischen Wissenschaften“ der Ungarischen Akademie der Wissenschaften (HASc). Nach Postdoc-Stationen an der University at Albany, The State University of New York und am Max-Planck-Institut für Festkörperforschung (als Stipendiat der Alexander-von-Humboldt-Stiftung) in Stuttgart, wurde er 1993 zum Professor für Physik an der Technischen und Wirtschaftswissenschaftlichen Universität Budapest ernannt. Als Leiter des Labors für Oberflächenphysik organisierte er gemeinsame Lehr-/Forschungsprogramme mit Unternehmen wie General Electric Lighting Europe, Siemens, Samsung Hungary, Furukawa Electrics und Pittsburgh Paint and Glass. 1993 wurde er von der Physikalischen Gesellschaft L. Eötvös mit dem Gyulai-József-Preis und 1998 von der ungarischen Regierung mit der Szécheny Distinguished Professorship ausgezeichnet. Von 1997 bis 2003 war er Mitglied des wissenschaftlichen Rates des Forschungsinstituts für Technische Physik und Materialwissenschaften der HASc. Im Jahr 2004 verließ er Ungarn und nahm eine Vertretungsprofessur an der Universität Paderborn an. Von 2006 bis 2020 war er am Bremer Zentrum für Computational Materials Science als Leiter der Gruppe Elektronische Materialien tätig und wurde 2014 Professor an der Universität Bremen. Er war Gastforscher/Professor an der Universität Kaiserslautern (1992), an der University of Port Elisabeth, Südafrika (1998), an der Universität Pierre und Marie Curie (2002), und an der Northwestern Polytechnical University in Xi’an, China (2010). Seit 1997 ist er Mitglied des Redaktionsausschusses von Physica Status Solidi B. Seit seiner Pensionierung arbeitet er als externer wissenschaftlicher Berater für das Wigner Research Center for Physics in Budapest und als regelmäßiger Gastdozent für das Computational Science Research Center in Peking.

## Wirken
Seine Forschung zielt auf die Lösung praktisch relevanter Probleme der Materialwissenschaft durch den Einsatz atomistischer quantenmechanischer Simulationen in enger Zusammenarbeit mit Experimenten. Seine Haupterfahrung liegt in der Berechnung der elektronischen Struktur von Punktdefekten und Oberflächen von Halbleitern/Isolatoren (wie z. B. Titandioxid, Diamant, Silizium- und Gallium-basierte Materialien), sowie in der Methodenentwicklung dafür (Ladungskorrektur für periodische Systeme, neue Austauschfunktionale). In diesen Bereichen hat er über 200 Artikel veröffentlicht. Er hat 3 Monographien herausgegeben und ein Lehrbuch über Quantenmechanik für Elektroingenieure geschrieben, das auf Englisch und auf Deutsch veröffentlicht wurde.

## Werke
- Peter Deák: Essenzielle Quantenmechanik: für Elektrotechniker und Informatiker. Wiley, 2015, ISBN 978-3-527-41322-5.
 Englische Übersetzung Essential Quantum Mechanics for Electrical Engineers (2017): ISBN 978-3-527-41355-3